# Hoa hậu Toàn quốc Báo Tiền Phong 1994
Hoa hậu Việt Nam 1994 là cuộc thi hoa hậu toàn quốc Việt Nam lần thứ 4 do Báo Tiền phong tổ chức. Vòng chung kết được tổ chức tại Thủ đô Hà Nội. Người chiến thắng trong cuộc thi này là Nguyễn Thu Thủy, thí sinh đến từ Hà Nội. 

## Kết quả
| Kết quả                                      | Thí sinh | Vị trí quốc tế                              |
| -------------------------------------------- | --- | ------------------------------------------- |
| Hoa hậu Việt Nam 1994                        | - Hà Nội - Nguyễn Thu Thủy † |                                             |
| Á hậu 1 (World Miss University Vietnam 1997) | - Tuyên Quang - Tô Hương Lan | - Tham dự – Hoa hậu Sinh viên Thế giới 1997 |
| Á hậu 2                                      | - Thành phố Hồ Chí Minh - Trịnh Kim Chi |                                             |
| Top 10                                       | - Hà Nội - Đàm Lưu Ly - Hải Phòng - Vũ Thu Sang - Đà Nẵng - Lê Thị Phương Thảo - Thành phố Hồ Chí Minh - Trần Phương Lan Vy - Thành phố Hồ Chí Minh - Lương Kim Thủy - Thành phố Hồ Chí Minh - Nguyễn Thị Thanh Xuân - Lâm Đồng - Nguyễn Thị Lan Vy |                                             |

## Các giải thưởng phụ
| Giải phụ                      | Thí sinh                                        |
| ----------------------------- | ----------------------------------------------- |
| Người đẹp Áo dài              | - Thành phố Hồ Chí Minh - Trần Phương Lan Vy    |
| Trang phục tự chọn đẹp nhất   | - Thành phố Hồ Chí Minh - Nguyễn Thị Thanh Xuân |
| Người đẹp có nụ cười đẹp nhất | - Hà Nội - Đàm Lưu Ly                           |
| Người đẹp có gương mặt khả ái | - Hải Phòng - Vũ Thu Sang                       |
| Người đẹp Hình thể            | - Thành phố Hồ Chí Minh - Lương Kim Thủy        |
| Người đẹp có làn da đẹp nhất  | - Đà Nẵng - Lê Thị Phương Thảo                  |
| Miss Samsung                  | - Lâm Đồng - Nguyễn Thị Lan Vy                  |
| Miss Kodak                    | - Tuyên Quang - Tô Hương Lan                    |
| Người đẹp ứng xử hay nhất     | - Thành phố Hồ Chí Minh - Trịnh Kim Chi         |

## Thông tin thí sinh
- Nguyễn Thu Thủy sinh năm 1976 là Top 10 cuộc bình chọn người mẫu Việt Nam để tham dự cuộc thi Người mẫu châu Á 1994 được tổ chức tại Guam. Ngoài ra Thu Thủy cũng là Á khôi 2 cuộc thi Người đẹp các tỉnh phía Bắc 1994. Ngày 5 tháng 6 năm 2021, Thu Thủy qua đời ở tuổi 45 vì đột quỵ.
- Tô Hương Lan sinh năm 1977, vào năm 1997 cô được cử đại diện tham dự cuộc thi Hoa hậu Sinh viên Thế giới tại Hàn Quốc (World Miss University 1997 Pageant) nhưng không được kết quả như mong đợi.
- Trịnh Kim Chi sinh năm 1971, là một trong những gương mặt nổi bật của cuộc thi với danh hiệu Hoa khôi miền Đông nam bộ 1994. Rất tự tin và chuyên nghiệp trong suốt vòng thi chung kết và kết quả ngoài danh hiệu Á hậu 2 cô còn đoạt luôn giải Ứng xử hay nhất. Trịnh Kim Chi sau đó trở thành một trong những diễn viên sáng giá cả trên màn ảnh rộng và sân khấu kịch nói.
- Đàm Lưu Ly sinh năm 1973 là Á khôi 1 các tỉnh phía bắc 1994, Hoa hậu Áo dài 1995.
- Vũ Thu Sang sinh năm 1976 là Hoa khôi Hải Phòng 1994.
- Lê Thị Phương Thảo sinh năm 1978 là Hoa khôi các tỉnh miền Trung & Tây Nguyên 1994.
- Lương Kim Thủy sinh năm 1976 là Á khôi 1 miền Đông nam bộ 1994, Top 10 Hoa hậu Áo dài 1995.
- Nguyễn Thị Thanh Xuân sinh năm 1974 là Hoa hậu Điện ảnh 1992, Á khôi 1 Thời trang 1992, Á khôi 2 miền Đông nam bộ 1994, Giải 3 Tìm kiếm người mẫu châu Á 1994.
- Nguyễn Thị Lan Vy sinh năm 1976 là Top 10 Hoa hậu Áo dài 1995, Top 10 Hoa hậu Việt Nam 1999.

## Dự thi quốc tế
| Cuộc thi                   | Tên          | Danh hiệu | Thứ hạng       | Giải thưởng đặc biệt |
| -------------------------- | ------------ | --------- | -------------- | -------------------- |
| World Miss University 1997 | Tô Hương Lan | Á hậu 1   | Không đạt giải | Không                |